# Río Rivera
El río Rivera o río Ventanilla, afluente del Pisuerga, nace en Fuente Deshondonada (Provincia de Palencia), pasa en su parte alta en Rebanal de las Llantas y pasa por San Martín de los Herreros y Ventanilla hasta llegar a Ruesga, donde desemboca en el embalse de Cervera (o embalse de Ruesga).
En la misma cola de pantano se asienta Ventanilla, pequeña y antigua localidad que fue una antigua venta de carreteros y ganaderos que hacían trueque por vino y otros productos con los pueblos de Tierra de Campos. La región de la Montaña Palentina es refugio y reserva de numerosas especies animales, tales como, los corzos, ciervos, ginetas, ardillas, gatos monteses, jabalíes y lobos.
Pasado Ventanilla sale un desvío a la izquierda que conduce a San Martín de los Herreros y Rebanal de las Llantas, donde nace el río.
Al valle por el que discurre en todo su trayecto se llama Valle Estrecho, y está englobado dentro del parque natural Montaña Palentina.
Es una zona de una gran belleza natural con abundantes hayedos y robledales. 
Este río discurre por el norte palentino, con una gran concentración de Románico:
- Santibáñez de Resoba, situado por encima del embalse de Ruesga y en la parte alta del río Rivera, cabecera más occidental del Pisuerga. La pequeña iglesia muestra una rústica espadaña románica de tres vanos de arco algo apuntado, que la sitúan a finales del siglo XIII.

Está localizado dentro de la ruta turística denominada "Ruta de los Pantanos"

## Deporte

### Pesca
El río es un Coto Tradicional, limitado desde el puente sobre el río en San Martín de los Herreros hasta el puente sobre el río en Ventanilla, con longitud 3 km 
 La temporada comprende las fechas del 8 de abril y 29 de julio, siendo días hábiles para pescar martes, jueves, sábados, domingos y festivos.

 El cupo de capturas son 6, y el tamaño mínimo debe ser 19 cm.